# История на Судан
През 3500 пр.н.е. територията на Судан е под името Куш. През 1000 г. пр.н.е. територията вече се нарича Нубия.
През 642 г. нахлуват арабите и разпространяват исляма. През 14 век се образува Дарфурско султанство. През 1822 г. попада под египетска власт. От 1898 г. Англия и Египет управляват съвместно страната.
На 1 януари 1956 г. Судан е провъзгласена за независима държава.